# USS Simon Bolivar (SSBN-641)
USS Simon Bolivar (SSBN-641) – amerykański okręt podwodny o napędzie atomowym z okresu zimnej wojny typu Benjamin Franklin, przenoszący pociski SLBM. Wszedł do służby w 1965 roku. Okręt nazwano imieniem przywódcy walk o niepodległość Ameryki Południowej Simóna Bolívara. Wycofany ze służby w 1995 roku.

## Historia
Kontrakt na budowę okrętu został przydzielony stoczni Newport News Shipbuilding w Newport News 1 listopada 1962 roku. Rozpoczęcie budowy okrętu nastąpiło 17 kwietnia 1963 roku. Wodowanie miało miejsce 22 sierpnia 1964 roku, wejście do służby 29 października 1965 roku. Po wejściu do służby w ramach ćwiczeń i zgrywania załóg w styczniu 1966 roku, okręt odpalił dwa pociski balistyczne Polaris .
W lutym 1971 roku, „Simon Bolivar” udał się do stoczni w celu wymiany pocisków Polaris na Poseidon. Modernizacja zakończyła się w maju 1972 roku, po której okręt został skierowany do hiszpańskiej bazy Rota. W lutym 1979 roku, po wykonaniu 40 patrolu, okręt został skierowany do stoczni w celu modernizacji i wymiany pocisków na Trident C4. Okręt powrócił do służby w styczniu 1981 roku. W sumie podczas swojej służby wykonał 73 patrole. Okręt został wycofany ze służby 8 lutego 1995 roku, a następnie złomowany do końca grudnia 1995 roku .